# Дактарас, Хенрикас
Хенрикас (Генрикас) Дактарас (лит. Henrikas Daktaras, родился 12 декабря 1957 года в Каунасе) — литовский криминальный авторитет, лидер преступной группировки «Дактарасы» (Daktarai, буквально «Доктора»), одной из самых жестоких и опасных в истории Литвы. Преступную деятельность начал в 1976 году, ещё во времена существования СССР; в конце 1980-х его банда выросла в серьёзную преступную группировку, приобретя авторитет сначала в Каунасе, а потом и во всей Литве. Несколько раз был арестован, а к началу 2000-х годов его банда лишилась былого влияния. В 2013 году приговорён к пожизненному лишению свободы за совершённые им преступления.

## Начало преступной деятельности
Родился в 1957 году в Каунасе. Сведений об образовании и трудоустройстве нет. Впервые попал в места лишения свободы в возрасте 19 лет: в 1976 году милиция Литовской ССР арестовала его по обвинению в изнасиловании и отправила в изолятор Лукишкес. По некоторым данным, его официальная судимость датируется 23 июня 1976 года с формулировкой «нарушение общественного порядка»: он был приговорён к году исправительных работ.
В 1978 году им была создана небольшая банда, которая занималась преимущественно угоном машин, рэкетом и обычными грабежами. В 1986 году Дактарас снова был арестован милицией за кражи и разбой и получил 8 лет лишения свободы, но после выхода Литвы из состава СССР и признания её независимости немедленно вышел на свободу, при этом не отказавшись от криминальной деятельности. По некоторым данным, Дактарас отбывал это наказание за преступную деятельность в ИТК № 8 г. Каунаса и ИТК № 5 г. Новосибирска (1988 год).

## Расцвет «Дактарасов»
Всего в их уголовном деле присутствовало около 200 эпизодов, в том числе более 30 убийств (расправы над конкурентами или предателями), принуждение полиции к соучастию в контрабанде и других преступлениях, в том числе и уничтожении улик по уголовным делам. В разное время в банде Дактараса числились около 60 человек. Дейвидас «Монгол» Ганусаускас утверждал, что члены банды до ужаса боялись своего главаря.
Банда Дактараса начинала свою деятельность с угона автомашин и требования от владельцев выкуп. Позже она попыталась развернуться в Бельгии, получая прибыль от продажи и перегона автомобилей, но после возбуждения уголовных дел в Бельгии эта деятельность прекратилась, а членам банды пришлось легализоваться, создав несколько мастерских по перекраске и украшению автомобилей. Также они занялись организацией нелегальных аукционов после начала «чековой приватизации» в Литве с продажей приватизируемых объектов, а также взяли под контроль контрабандным спиртом и алкоголем.
7 октября 1993 года в ресторане «Вилия» (лит. Vilija), который был местом встреч для членов банды, произошла перестрелка: группа неизвестных лиц ворвалась в здание и открыла огонь из автоматов Калашникова по находившимся в ресторане членам банды Дактараса, взорвав заодно гранату. В результате погибли пять членов банды Дактараса, а сам Дактарас лишь чудом уцелел, выйдя перед случишвимся в другое помещение. По одной версии, убийство заказал Римантас «Залага» Залагайтис, обвинявшийся в угоне в Европу автомобилей, по другой версии — бывший член банды Дактараса по имени Римантас «Монгол» Ганусаускас (убит при неизвестных обстоятельствах).

## Арест и развал банды
3 февраля 1996 года Дактарас был арестован в Каунасе и затем под охраной сотрудников Вильнюсского отдела Генеральной прокуратуры по борьбе с организованной преступностью доставлен в следственный изолятор Лукишкес. 1 апреля ему предъявили обвинения в вымогательстве и давления на свидетеля преступления и потерпевшего (то есть рэкете). Считается, что его выдал некто Гузас. Спустя четверо суток после предъявления обвинений Дактарасу в Каунасе был убит предприниматель Сигитас Чяпас, который собирался дать показания против Дактараса и его банды. В феврале 1997 года Дактарас был осуждён на 6,5 лет лишения свободы за рэкет, но за примерное поведение был освобождён в 2001 году. В 2000 году он подал иск в ЕСПЧ в Страсбурге, обвиняя правоохранительные органы Литвы в унизительных условиях обращения с ним, и выиграл дело. По заявлениям СМИ, Дактарас стал очень набожным человеком за время своего тюремного заключения. К 2000-м годам деятельность банды прекратилась: ряд бандитов были арестованы, несмотря на попытки сбежать из Литвы в другие страны, а другие погибли во время разборок друг с другом. Многие из преступников были пойманы в Испании, где планировал в своё время осесть Дактарас и где его некоторое время разыскивал Интерпол, поскольку у него там было некое недвижимое имущество. В ноябре 2005 года сам Дактарас снова был арестован после показаний ряда бывших соучастников — его обвиняли в ряде убийств, покушений и рэкете. В декабре 2006 года Дактарас снова попал в тюрьму на год, наказание отбывал в Правенишкской колонии, но через полгода в июне снова был освобождён.
В декабре 2009 года Путниньш и два литовских киллера были арестованы; по словам начальника Управления уголовных расследований Яниса Лаздиньша, они оба ранее были связаны с нелегальным оборотом наркотиков и оружия.
В конце 2008 года, незадолго до Рождества, Дактарас покинул Литву и был объявлен в розыск только летом. К тому моменту в тюрьму уже сели около 60 бандитов, когда-либо сотрудничавших с его группировкой. По некоторым данным, Дактарас сбежал, спасаясь бегством от молодых бандитов-одиночек, которые не признавали его авторитет, — неизвестные даже умудрились обстрелять его усадьбу в деревне Ужледжяй около Каунаса и подкинуть взрывчатку.
В 2011 году усадьба Дактараса в Зарасайском районе на берегу озера Смалво была снесена: документы, которые предоставил Дактарас для права построить дом, были признаны незаконными, а запись имущества на его родственников оказалась неубедительным для суда аргументом в защиту постройки.

## Пожизненное лишение свободы
4 сентября 2009 года в болгарском городе Варна Дактарас, который находился на территории Болгарии по поддельным документам, был арестован местной полицией, о чём сообщил представитель Бюро криминальной полиции Римантас Гедвилас. Он стал одним из последних фигурантов «дела дактарасов». В спецоперации участвовали полицейские силы Литвы, Норвегии, Великобритании и Испании. Считается, что наводку предоставил его бывший соратник по банде Виталиюс Латунас. 6 октября 2009 года Апелляционный суд Варны постановил депортировать Дактараса в Литву, а 2 июня 2010 года Вильнюсский суд установил срок содержания Дактараса под стражей до 5 сентября 2010 года. На момент экстрадиции у Дактараса было уже пять судимостей.
Дактарас на суде ни по одному из предъявленных обвинений себя виновным не признал, заявив, что уже отсидел положенные сроки за то, в чём обвинялся, но признался в подделке документов. На скамье подсудимых находилось ещё 14 пособников Дактараса, которых осудили за более чем 20 преступлений, совершённых с 1993 по 2000 годы, — шесть убийств, вымогательство имущества, хранение оружия и другие преступления. Дактарас перед оглашением приговора не выдавал никаких отрицательных эмоций, надеясь на благоприятное решение суда; во время процесса называл себя «слугой Божьим». Адвокатом Дактараса на суде был Криступас Ашмис.
17 июня 2013 года Клайпедский окружной суд (председатель — Алдона Ракаускене, прокурор — Здзислав Тулишевский) признал виновным Дактараса по семи очень тяжким преступлениям с попытками совершения убийства, и шести менее тяжким, в том числе в убийстве двоих человек из корыстных побуждений, и приговорил главаря банды к пожизненному лишению свободы — суд заявил, что изменить склонность Дактараса к совершению преступлений обычным наказанием нельзя. Он был оправдан в совершении восьми преступлений (в том числе двух убийств), поскольку не было доказано его участие в них. 20 лет лишения свободы получил Эгидиюс Абарюс. Семья Дактараса обвинила суд в некомпетентности и отсутствии квалификации и заявила, что председатель суда разбрасывалась проклятиями и сквернословиями в адрес осуждённого.
Несмотря на пожизненное лишение свободы, Дактарас продолжил судебные тяжбы с Литовской Республикой, подав серию международных исков по обвинению в дурном обращении. С учётом всех миновавших судебных тяжб по состоянию на 2017 год Дактарас отсудил 5 тысяч евро, ещё восемь исков находились на стадии рассмотрения. При этом Дактарас заявлял, что если законодательством заключённым разрешат встречи с женщинами, то он вернёт все присуждённые ему компенсации.
30 января 2019 года был госпитализирован в больницу с подозрением на инсульт. В том же году он дважды обратился в Клайпедский окружной суд и Апелляционный суд Литвы с просьбой смягчить ему наказание в связи с тем, что в местах лишения свободы он пробыл более 20 лет (суммарно он провёл за решёткой 20 лет и 6 месяцев к декабрю 2019 года), однако оба раза получил отказ.

## Личная жизнь
Супруга — Ядвига Дактарене. Сын — Энрикас (род. 20 февраля 1982 года), бывший член Каунасского городского совета, куда был избран от партии Витаутаса Шустаускаса; в 2003 году был осуждён на 6 лет тюрьмы за контрабанду экстази в США и распространение фальшивых денег. Пока его отец скрывался в Болгарии, Энрикас под видом туриста постоянно туда ездил, доставляя отцу литовские продукты. В августе 2016 года Энрикас женился на Камиле Земенаускайте; после брака она сменила фамилию на Земенаускене, а сам Энрикас — на Докторас. У Дактараса-старшего также есть дочь Живиле, предпринимательница; её крёстным отцом был Дейвидас «Монгол» Ганусаускас, бывший член «Дактарасов».
За время своей подпольной деятельности Хенрикас Дактарас написал автобиографию «Остаться человеком», в которой описал правила и законы литовских тюрем и неписаный кодекс литовских воров в законе. В своей книге Дактарас также обвинял генпрокурора Артураса Паулаускаса в фальсификации всех данных по судебному следствию против него, ведшегося в 1996—1997 годах, и ряде махинаций. По мнению критиков, Дактарас подражал Дону Корлеоне, изображая из себя примерного семьянина и хозяина и обвиняя в преступлениях преимущественно государственных служащих, вследствие чего никогда не декларировал свой доход: версия о подражании Корлеоне косвенно подтверждается словами прокурора Гедиминаса Бучюнуса, который при обыске в доме Дактараса обнаружил серию книг Марио Пьюзо и носители с фильмами из трилогии «Крёстный отец». По некоторым данным, Дактарас-старший за время своего пребывания в Болгарии также принял православное крещение.
В 2010 году Дайлюс Даргис опубликовал книгу «Настоящая история Дактарасов», в которой изложил историю банды. Дактарас возмутился публикацией и безуспешно требовал запретить распространение книги, заявляя не то о попытке плагиата с его книги «Остаться человеком» (копирование цитат, составляющих около 10 % книги Даргиса), не то о публикации фотографии Дактараса на обложке без разрешения последнего. Фотографии из личного архива Дактараса и его интервью касаемо коррупционных схем и «тайной жизни» ведущих предпринимателей Литвы и правительственных служащих позже вошли в изданную в 2019 году книгу Руты Янутене «И избави нас от лукавого».